# Cohors IV Gallorum (Raetia)

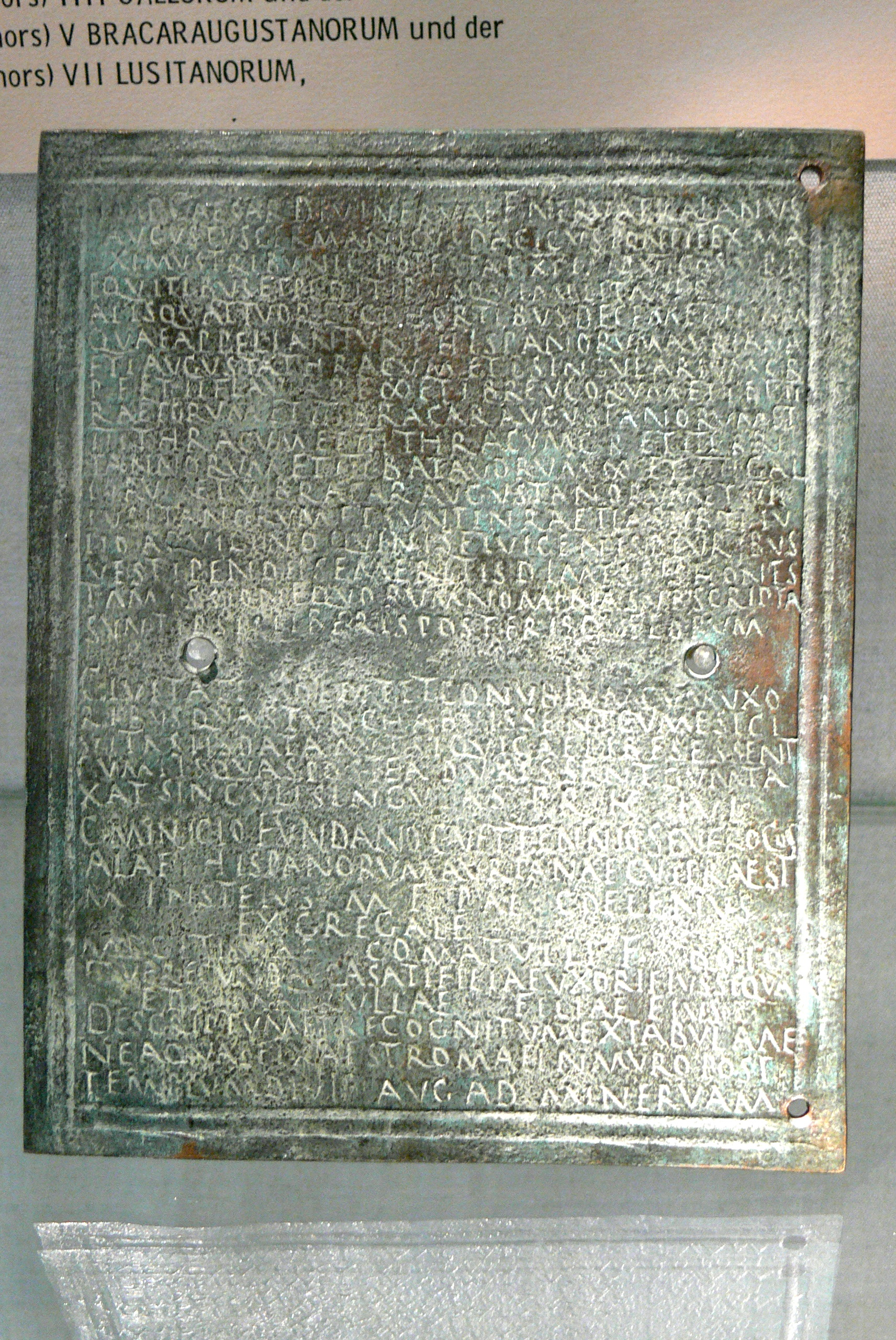
Das Militärdiplom des Mogetissa vom 30. Juni 107 n. Chr.

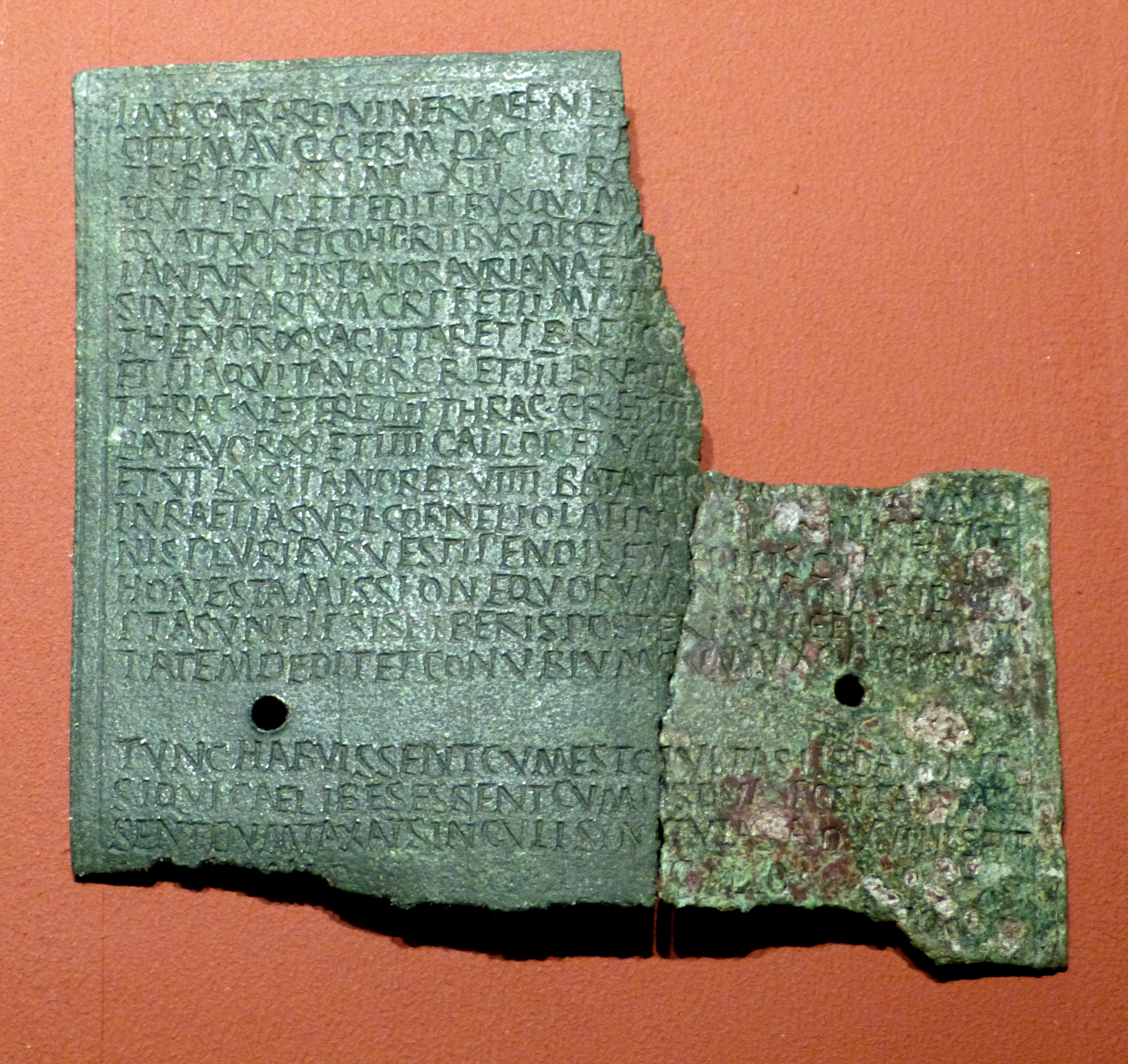
Das Militärdiplom vom 16. August 116

Die Cohors IV (oder IIII) Gallorum (deutsch 4. Kohorte der Gallier) war eine römische Auxiliareinheit. Sie ist durch Militärdiplome und Inschriften belegt.

## Namensbestandteile
- Gallorum: der Gallier. Die Soldaten der Kohorte wurden bei Aufstellung der Einheit aus den verschiedenen Stämmen der Gallier auf dem Gebiet der römischen Provinz Gallia Lugdunensis rekrutiert.

Auf Basis der Auswertung der Ausrüstungsobjekte und Kasernenbauten im Kastell von Abusina / Eining (s. u.), dem Standort der Einheit im späten 1. und frühen 2. Jahrhundert n. Chr. kommt Markus Gschwind zu dem Schluss, dass es sich bei der Einheit um eine normalgroße teilberittene Kohorte gehandelt haben muss. Der vollständige Name der Einheit wäre somit cohors IIII gallorum (quingenaria) equitata.

## Geschichte
Die Kohorte war in der Provinz Raetia stationiert. Sie ist auf Militärdiplomen für die Jahre 88 bis 167/168 n. Chr. aufgeführt.
Der erste Nachweis der Einheit in Raetia beruht auf einem Diplom, das auf 88 datiert ist. In dem Diplom wird die Kohorte als Teil der Truppen aufgeführt (siehe Römische Streitkräfte in Raetia), die in der Provinz stationiert waren. Weitere Diplome, die auf 107 bis 167/168 datiert sind, belegen die Einheit in derselben Provinz.

## Standorte
Standorte der Kohorte in Raetia waren:
- Eining: Das Kastell wurde durch die Einheit in der Regierungszeit von Domitian (81–96) oder Trajan (98–117) errichtet. Unter Hadrian (117–138) wurde die Kohorte dann in ein unbekanntes Lager in Raetien verlegt.

## Angehörige der Kohorte
Folgende Angehörige der Kohorte sind bekannt:

### Kommandeure
| - Clem(ens) oder Clem(entianus), ein Präfekt oder Tribun (CIL 3, 11947) - L(ucius) Annius Fabianus, ein Präfekt (CIL 8, 9374) | - Titus Appalius Alfinus Secundus, ein Präfekt (CIL 09, 5357); er war auch Präfekt der Ala I Augusta Thracum und Tribun der Cohors I Aelia Brittonum. |

### Sonstige
| - Emeritus, ein Fußsoldat oder Reiter - Firmus, ein Fußsoldat - Ninicus, ein Centurio | - Pr(imus), ein Centurio oder Decurio - Sextilius Statutus, ein Centurio |

## Weitere Kohorten mit der BezeichnungCohors IV Gallorum
Es gab noch drei weitere Kohorten mit dieser Bezeichnung:
- die Cohors IV Gallorum (Britannia). Sie ist durch Militärdiplome von 98 bis 178 belegt und war in der Provinz Britannia stationiert.
- die Cohors IV Gallorum (Mauretania Tingitana). Sie ist durch Diplome von 88 bis 161 belegt und war in Mauretania Tingitana stationiert.
- die Cohors IV Gallorum (Moesia). Sie ist durch Diplome von 75 bis 153 belegt und war in Moesia inferior, Thracia, Cilicia und Syria stationiert.